# Den s historickou technikou
Den s technikou nebo též Den s historickou technikou je výstava, která se poprvé uskutečnila v roce 2015 a od té doby je pravidelně pořádána vždy v dubnu ve Velkém Oseku, v roce 2019 se tak konal již pátý ročník. Každý ročník výstavy má určité tematické zaměření, součástí výstavy je také doprovodný program. Pořadatelem výstav je Spolek přátel historické techniky.

## Zaměření jednotlivých ročníků
První ročník se uskutečnil 25. dubna 2015 se zaměřením na dopravní techniku (záchranářská a vojenská technika, zemědělská technika). První ročník se konal v sokolovně a Dělnickém domě ve Velkém Oseku, velké exponáty byly vystavovány v okolních ulicích.
Všechny další ročníky se konaly v areálu motelu U Jezera, rovněž ve Velkém Oseku. Druhý ročník se uskutečnil 23. dubna 2016 a zaměřil se na historii fotografie. Speciálním tématem třetího ročníku (22. dubna 2017) byly dětské kočárky. Čtvrtý ročník výstavy (28. dubna 2018) se zaměřil na vše kolem mašinek a železnice. Pátý ročník výstavy se konal 20. dubna 2019 a hlavním tématem byl zvuk, hudba a historická audiotechnika (rádia, gramofony, magnetofony ap.). Šestý ročník výstavy je plánován na 18. dubna 2020, hlavní téma tohoto ročníku zatím není na stránkách Spolku přátel historické techniky uvedeno.

## Spolek přátel historické techniky
Spolek přátel historické techniky vznikl s cílem pomoci uchovat technické dědictví minulých generací generacím příštím. Motem spolku je: „Zachraňme co se dá! Nenechme vše staré sešrotovat! Pomozme zachovat pro naše děti i děti jejich dětí technické vymoženosti minulosti! Ať i oni mohou obdivovat fištrón, zručnost, nápaditost a šikovnost našich předků. Ať si mohou poklady našeho technického dědictví prohlížet i další generace a zažít přitom pocit, že ač věci, přeci jen jsou to věci s ‚duší‘.“
Vedle pravidelného pořádání Dne s technikou spolek realizoval např. ve spolupráci s Polabským muzeem Poděbrady výstavu Svět fotoaparátů. Na výstavě, která se konala v prostorách Polabského muzea (Palackého 68) od 24. ledna do 31. května 2017, bylo možné vidět historické fotoaparáty, zvětšovací přístroje a další zajímavou fotografickou techniku, vybavení a příslušenství.
Spolek byl zapsán do spolkového rejstříku vedeného u Městského soudu v Praze dne 28. listopadu 2014 (oddíl L, spisová značka L61644). Jako účel spolku bylo v registraci uvedeno: „Účelem spolku je sdružování majitelů a milovníků historické techniky a snaha vyhledat a uchovat pro příští generace techniku v minulosti běžně používanou.“

## Fotogalerie
Fotografie z 5. ročníku Dne s historickou technikou (20. dubna 2019)

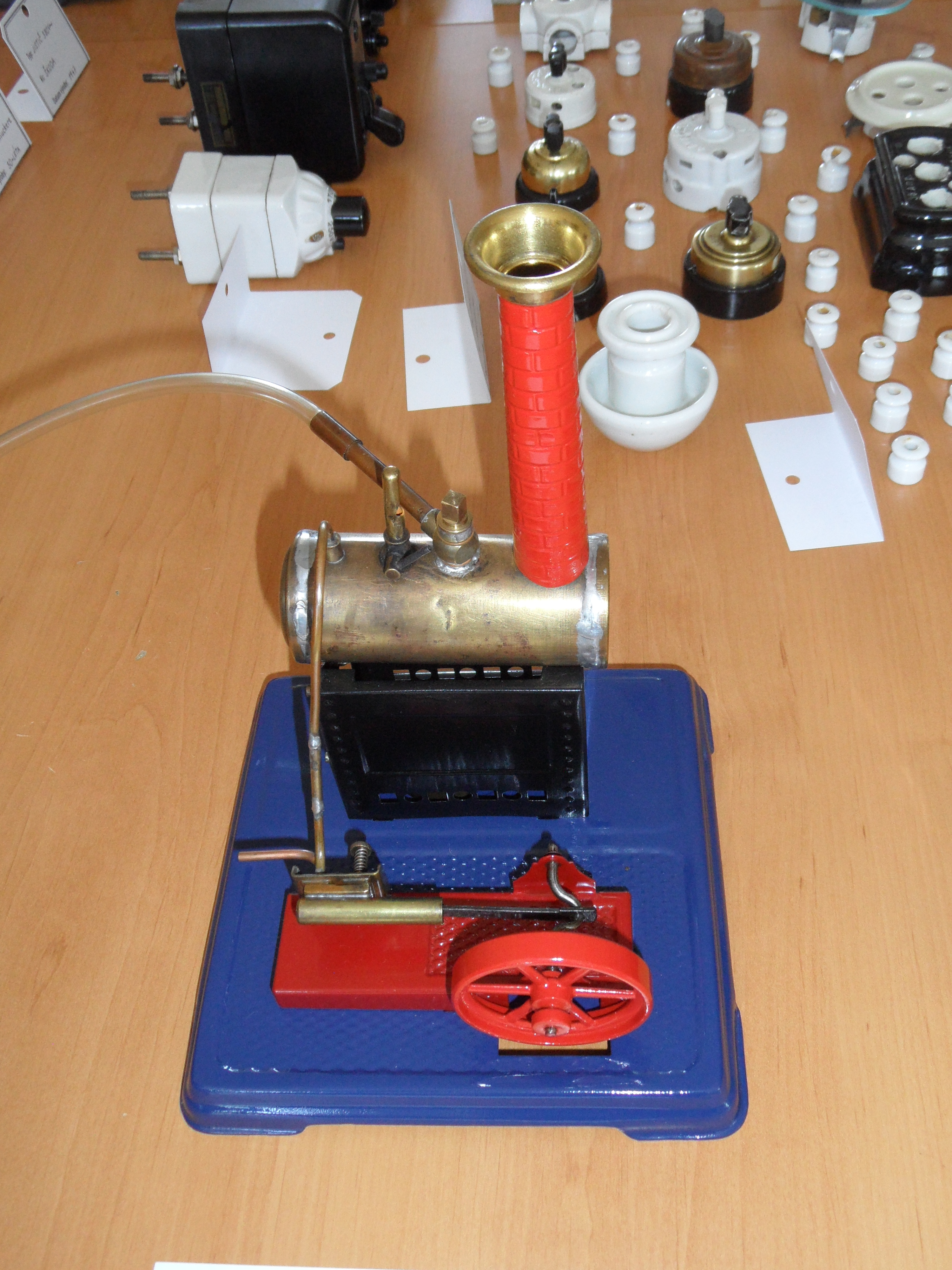
Starožitná hračka značky Wilesco
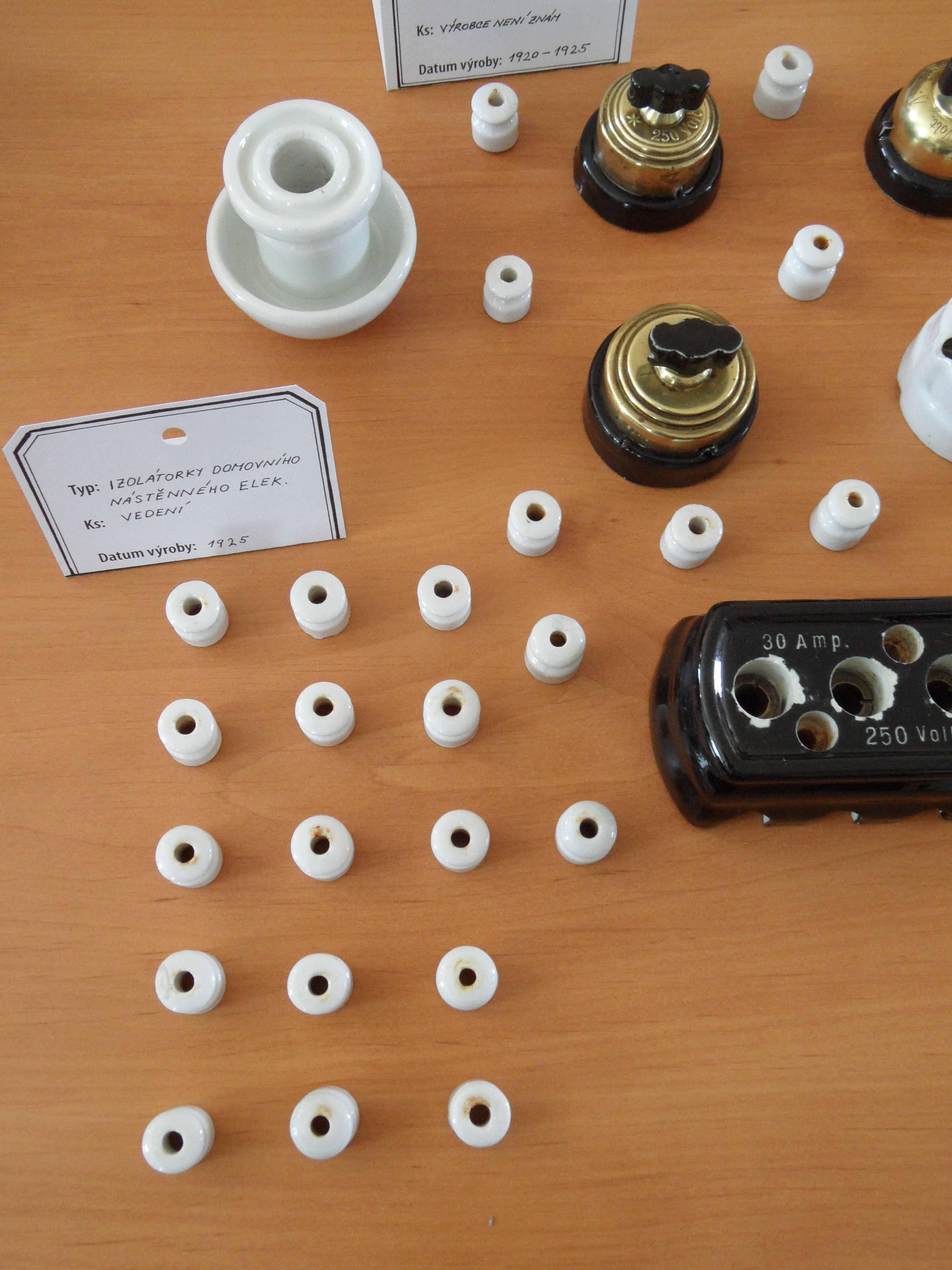
Izolátorky z roku 1925
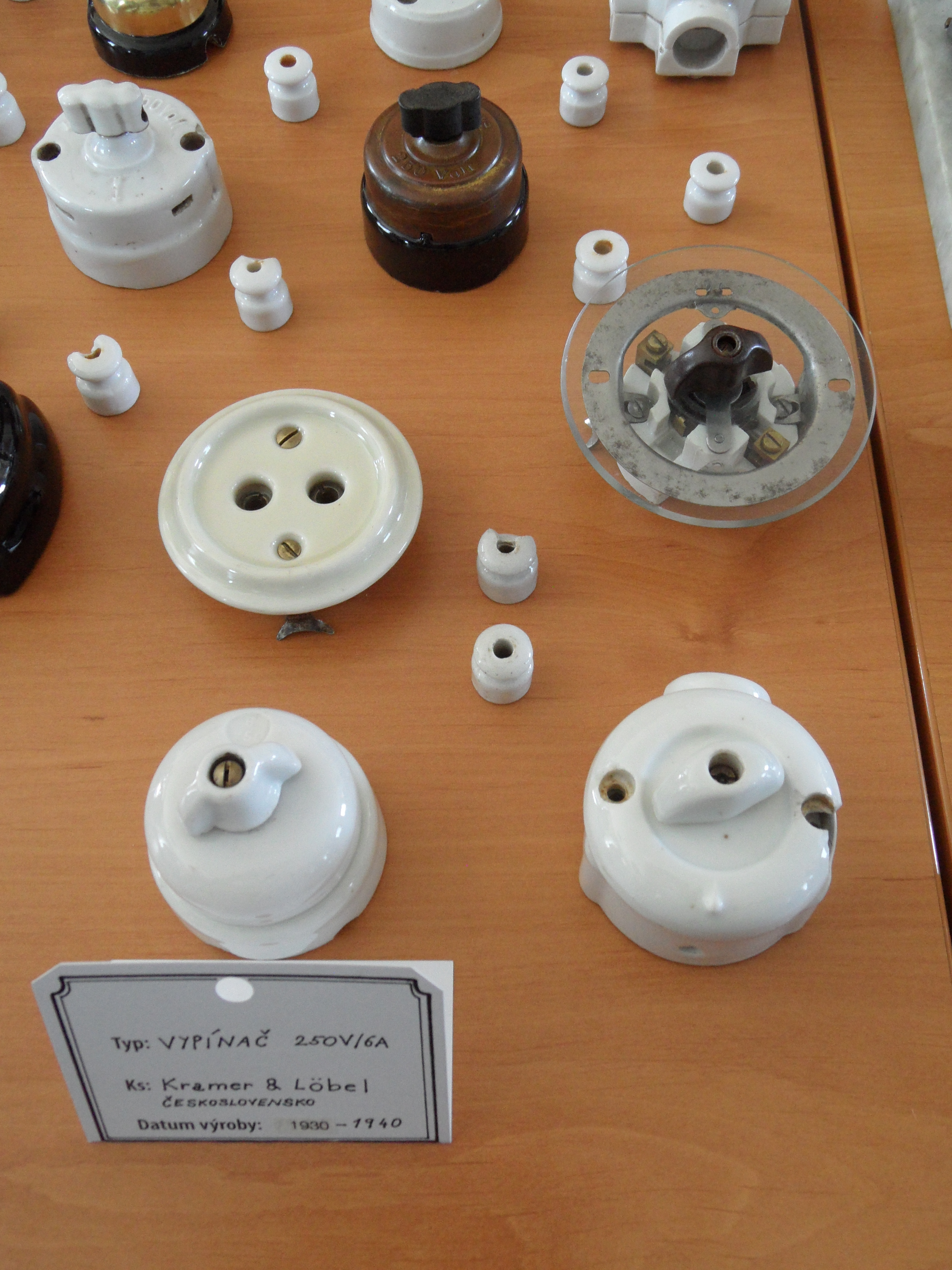
Vypínače fy Kramer & Löbel, 1930–1940
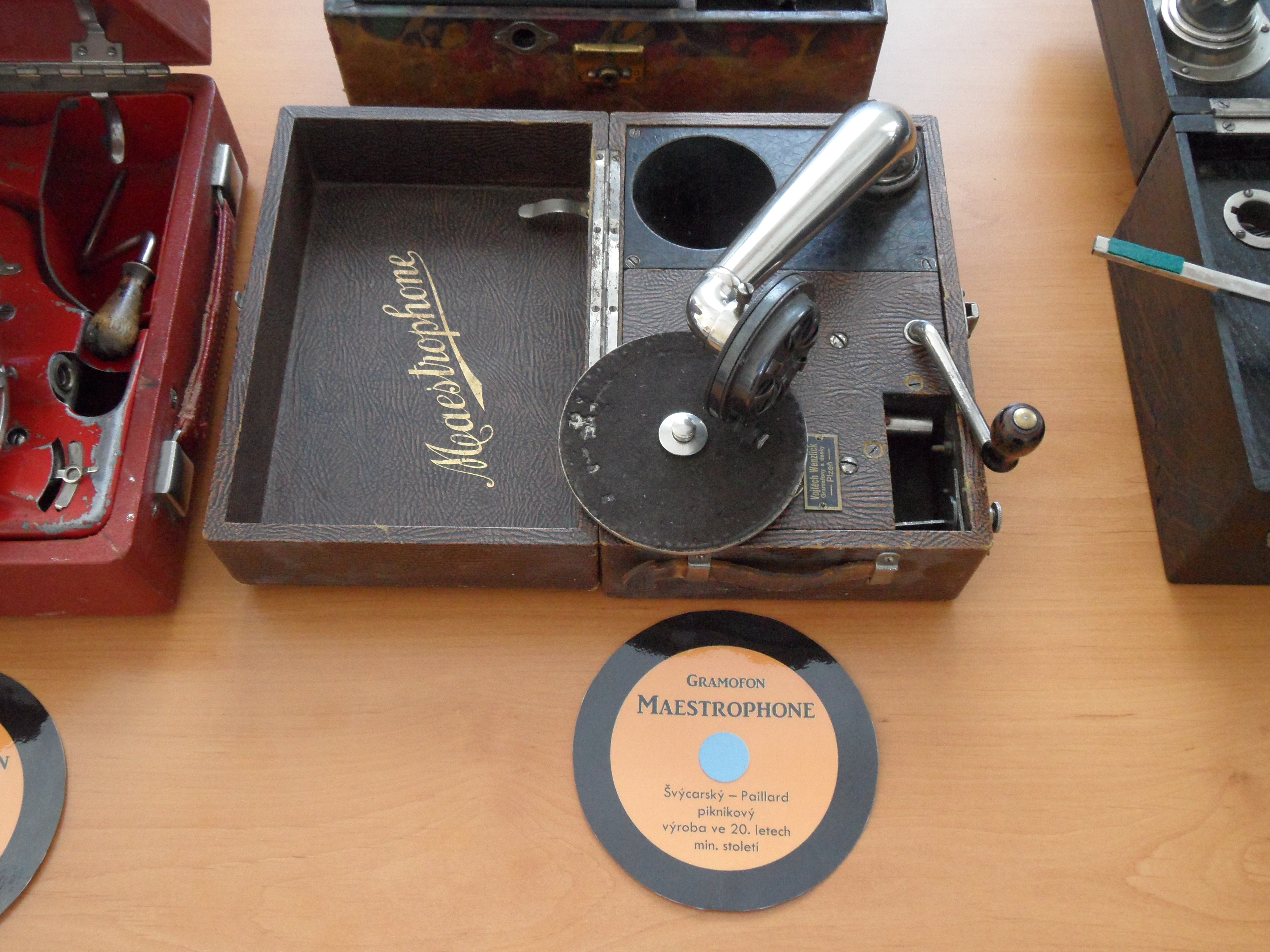
Švýcarský gramofon Maestrophone (20. léta 20. st.)
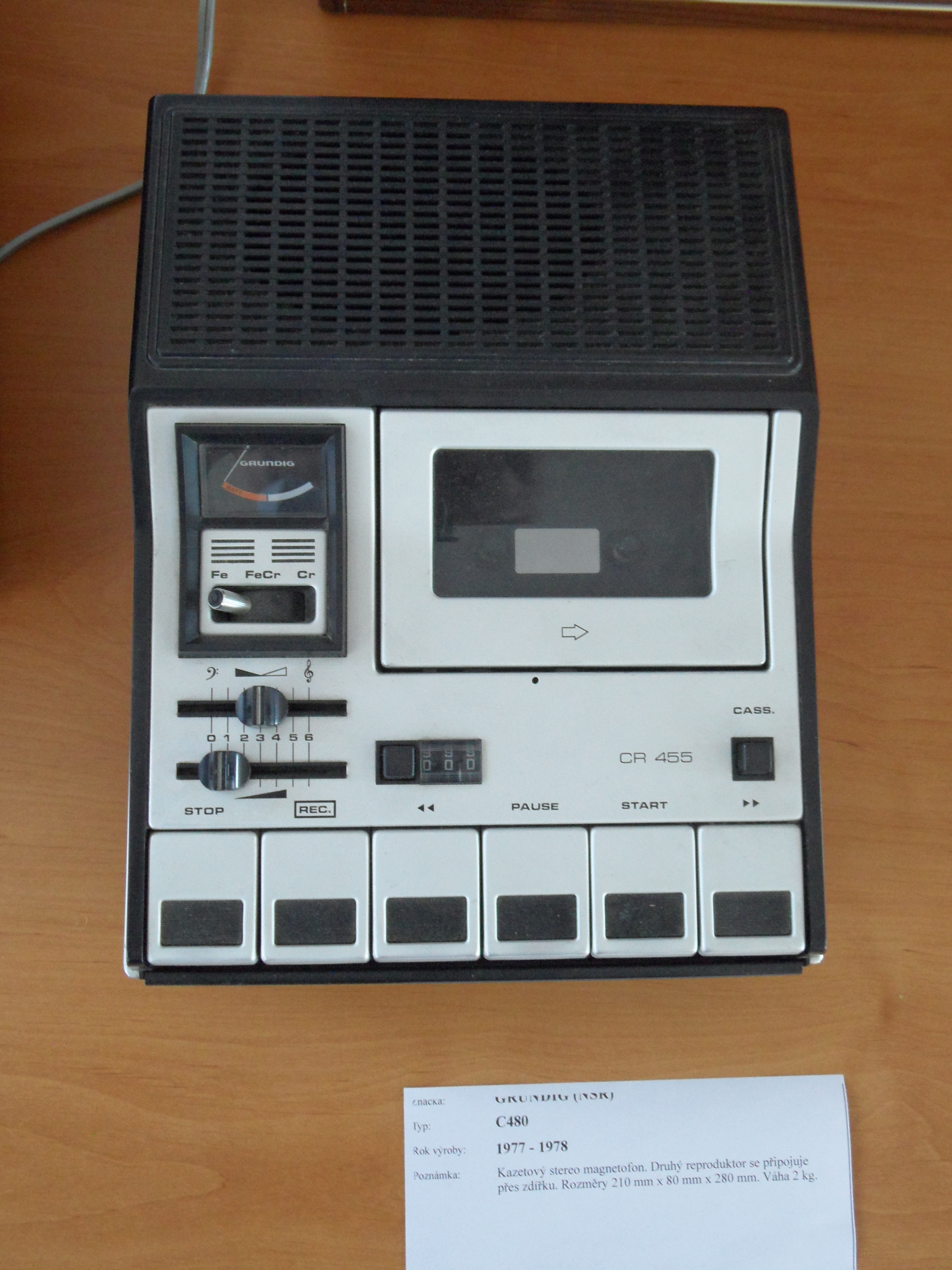
Kazetový stereo magnetofon Grundig